# Crăciunești, Hunedoara
Crăciunești este un sat în comuna Băița din județul Hunedoara, Transilvania, România.

## Obiective turistice
- Rezervația naturală „Calcarele din Dealul Măgura” (120 ha).

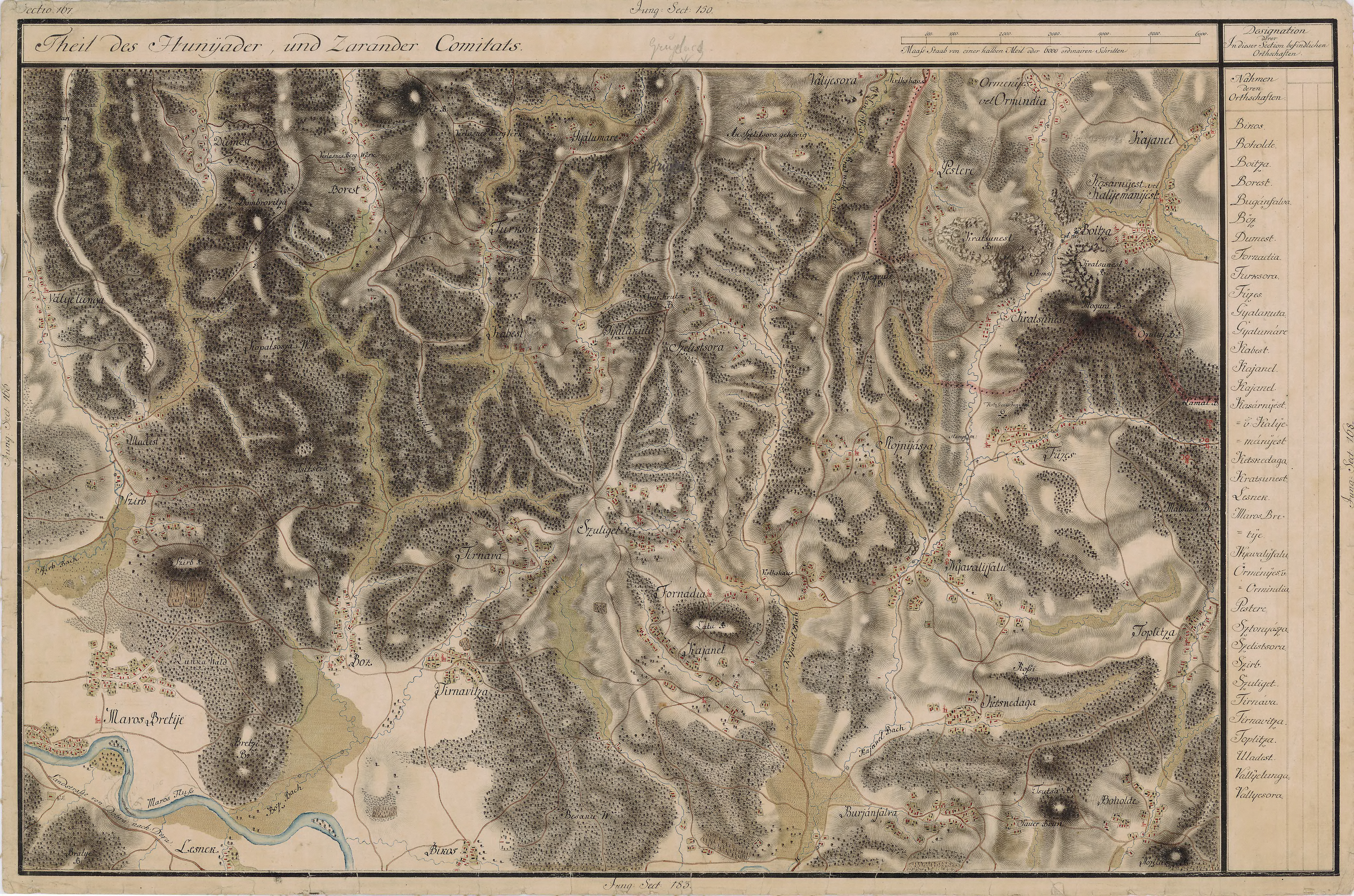
Crăciunești în Harta Iosefină a Transilvaniei, 1769-1773

## Personalități
- Sebastian Rusan (1884-1956) - preot paroh la Crăciunești (1907-1912), ulterior mitropolit al Moldovei și Sucevei (1950-1956)